# Christopher Villiers
 Christopher Villiers  (* 7. September 1960 in London) ist ein britischer Schauspieler, Drehbuchautor und Regisseur.

## Leben
Villiers besuchte die Stowe School in Buckinghamshire. Er ist der Bruder des Schauspielers Jay Villiers und des Produzenten Cat Villiers. Aus der Ehe mit Kathryn Threlfall hat er zwei Kinder.
Villiers spielte unter anderem in der Filmkomödie Top Secret! (1984), dem Abenteuerfilm Der 1. Ritter (1995), und dem Filmdrama Bloody Sunday (2002) mit. In dem US-Fernsehfilm Diana – Ein Leben für die Liebe (Princess in Love, 1996) verkörperte er James Hewitt, den Liebhaber von Diana Spencer, Fürstin von Wales. Er schrieb das Drehbuch für die Kurzfilme Shotgun Wedding (2007) und Snijeg za Vodu (2018), bei denen er auch Regie führte. Er war außerdem am Drehbuch von Two Men Went to War (2002) unter der Regie von John Henderson beteiligt.

## Filmografie (Auswahl)
- 1981: Jim Bergerac ermittelt (Bergerac, Fernsehserie, eine Folge)
- 1982: Das scharlachrote Siegel (The Scarlet Pimpernel)
- 1983: Doctor Who (Fernsehserie, 2 Folgen)
- 1984: Top Secret!
- 1987: Wagnis der Liebe (A Hazard of Hearts, Fernsehfilm)
- 1990: Der kleine Sir Nicholas (Little Sir Nicholas, Fernsehserie, 6 Folgen)
- 1995: Der 1. Ritter (First Knight)
- 1996: Die kleinen Reiter (The little Riders, Fernsehfilm)
- 1996: Diana – Ein Leben für die Liebe (Princess in Love, Fernsehfilm)
- 1997, 1999: Inspector Barnaby (Midsomer Murders, Fernsehserie, 2 Folgen)
- 1998: Sie liebt ihn – sie liebt ihn nicht (Sliding Doors)
- 1998: Ultraviolet (Miniserie, eine Folge)
- 2002: Bloody Sunday
- 2003, 2010, 2018: Doctors (Fernsehserie, 3 Folgen)
- 2004–2005: Mile High (Fernsehserie, 24 Folgen)
- 2006: Streets of London – Kidulthood (Kidulthood)
- 2006–2008: Emmerdale (Fernsehserie, 97 Folgen)
- 2010: Triassic Attack (Fernsehfilm)
- 2012: New Tricks – Die Krimispezialisten (New Tricks, Fernsehserie, Folge 9x09)
- 2014: Die sieben Glücksgötter (Seven Lucky Gods)
- 2014: Vera – Ein ganz spezieller Fall (Vera, Fernsehserie, Folge 4x02)
- 2016: Indischer Sommer (Indian Summers, Fernsehserie, 2 Folgen)
- 2018: Snijeg za Vodu (Kurzfilm für Kinder; Regie)
- 2019: Fisherman’s Friends – Vom Kutter in die Charts (Fisherman’s Friends)